# 皮斯基 (切爾尼戈夫區)
51°28′11″N 31°26′26″E / 51.46972°N 31.44056°E
皮斯基（烏克蘭語：Піски）是位於烏克蘭北部切爾尼希夫州裏切爾尼希夫區的村莊，始建於1634年，面積1.2平方公里，海拔高度112米，2001年人口445，人口密度每平方公里371.1人。